# (5365) Fievez
(5365) Fievez (1981 EN1) – planetoida z pasa głównego asteroid okrążająca Słońce w ciągu 3,31 lat w średniej odległości 2,22 j.a. Odkryta 7 marca 1981 roku.